# George Maciunas

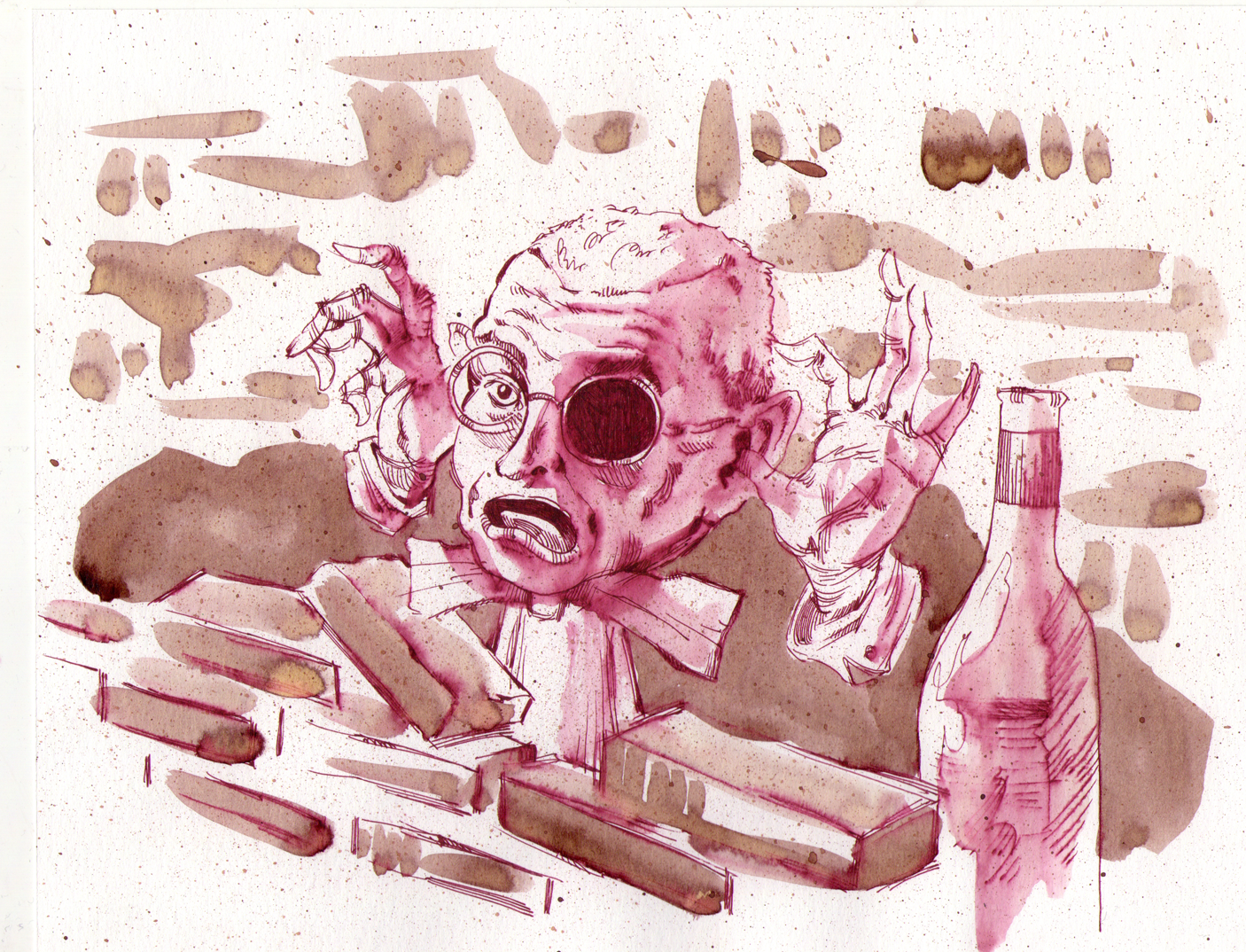
George Maucinas.

George Maciunas (Litvánia, Kaunas, 1931. november 8. – Boston, 1978. május 9.) litván művész, a fluxus mozgalom elnevezője, szervezője.

## Fluxus szervezője
Mauciunas nagy energiákat mozgatott meg a fluxus szervezésének és terjesztésének érdekében: támogatókat szerzett munkájához, hirdette tevékenységét, árulta ötleteit és tárgyait. Szorgalmas levélíró volt, akinek a közleményei, listái, manifesztumai és diagramjai a Fluxus alakulásába felbecsülhetetlen értékű betekintést kínálnak Maciunasnak. Egy La Monte Youngnak írott 1962-es levele például nemcsak levetített néhány wiesbadeni eseményt (Young kottáját úgy írta le, mint „vonalművet”, amit Nam June Paik megszokott improvizatív módján adott elő), hanem betekintést ad az est hangulatába is.
Építészeti és zenei tanulmányokat folytatott. Az 1950-es évek végén határozta el, hogy hasonló gondolkodású művészek összefogására adja a fejét. Ebből alakult ki New York-i művészeti köre. Alkalmazott grafikával tartotta fel magát. Egész keresetét a mozgalom fenntartására költötte. 
A fluxus lényegét ő is úgy határozta meg, hogy lényege az áramlás, a meghatározatlanság, a lezáratlanság. Ami fontos az ő teoretikus tevékenységében az, hogy rengeteg diagramot készített. Ezek szövevényes hálók (nem következetesek). Kiállítási tárgyai általában hétköznapi dolgok, elhelyezve ilyen-olyan módon.
- Fluxus betörő készlet: Átlátszó tetejű műanyagdoboz, benne kilenc kulcs található. Kettő ezekből törött.
- Fluxus posta: Bélyegsorozat, melyben a növekvő értékeket egyre dúsabb szőrzetű (és korosabb) férfiak portréi díszítik.

## Európa
Maciunas elhagyta az Amerikai Egyesült Államokat és 1961 őszén Európába utazott, első néhány hónapjában Maciunas sok olyan művész munkájával találkozhatott, akik az amerikaiakhoz hasonló ötleteket és kifejezési formákat próbálgattak. A Nyugat-Németországban élő zenész-performeren (később videoművész), Nam June Paik-on keresztül Maciunas számos jelentős európai zenésszel és képzőművésszel ismerkedett meg, olyanokkal, mint Karlheinz Stockhausen, Mary Bauermeister, Karl Erik Welin, Wolf Vostell, Jean-Pierre Wilhelm, valamint az amerikai Emmett Williams és Benjamin Patterson.

## Performansz
1962 júniusában Maciunas két fontos nyugat-németországi proto-Fluxus-performanszban vett részt. 
- A Kleines Sommerfést: Aprés John Cage (Kis nyári fesztivál: John Cage után) egyestés esemény volt.
- Ezután Maciunas a Nam June Paik által szervezett, a düsseldorfi Kammerspielében tartott Neo-Dada in der Musik-koncerten vett részt.

## Külső hivatkozások
- George Maciunas (magyar)
- Fluxus Performance Workbook (angol)
- Photo, links to books (angol)
- Collection of links (angol)
- Bibliography of Maciunas material (angol)
- George Maciunas Inerview – KRAB Radio Broadcast, Seattle, 1977 (streaming audio clips) (angol)
- George Maciunas festményei – TerminArtors.com[halott link]